# مؤسسة تحدي الألفية
«مؤسسة تحدي الألفية» "(MCC)" هي وكالة ثنائية تأسست من قبل الكونغرس الأمريكي في عام 2004، تطبق فلسفة جديدة تجاه المساعدات الخارجية. هي وكالة مستقلة منفصلة عن وزارة الخارجية الأمريكية أو الوكالة الأمريكية للتنمية الدولية.

## الإنشاء
في اجتماع "بنك التنمية للدول الأمريكية الذي عقد يوم 14 آذار (مارس) عام 2002، دعا الرئيس جورج دبليو بوش إلى ميثاق جديد خاص بالتنمية تساهم فيه كل من الدول الغنية والفقيرة. وتعهد بزيادة المساعدة الإنمائية بنسبة 50٪ بحلول السنة المالية 2006؛ ويشار هنا إلى أن قيمة هذه المساعدات قد تضاعفت في نهاية عام 2004، كما تضاعفت مرة أخرى عام 2010) كانت هناك بعض الشكوك حول الأهداف المختلفة والمتضاربة أحياناً لبعض برامج التنمية الأخرى مثل الوكالة الأمريكية للتنمية الدولية (USAID)، ويعود سبب ذلك غالباً إلى الضغوط السياسية، وعدم تقديم تحسينات اقتصادية طويلة الأجل [بحاجة لمصدر]
منحت مؤسسة تحدي الألفية إذناً عام 2004، بدعم من الحزب الجمهوري والحزب الديمقراطي مع الأخذ في اعتبارهم فرضية تعارض الأهداف. أما المبادئ التوجيهية لهذه المؤسسة فهي:
- الاختيار التنافسي: يدرس مجلس المؤسسة أداء الدول التي تكون مرشحة للحصول على مساعدات حسب 17 مؤشراً من مؤشرات السياسات التي تمتاز بالشفافية والاستقلالية. ويتم اختيار الدول المؤهلة للاستفادة من المساعدات والمشاركة في الميثاق على أساس أدائها السياسي.
- حلول تقودها الدول: تطلب مؤسسة تحدي الألفية من الدول المرشحة للاستفادة من المساعدات تحديد أولوياتها لتحقيق نمو اقتصادي مستدام والحد من الفقر. تقدم الدول اقتراحاتها للمؤسسة بعد إجراء مشاورات واسعة داخلية. تقوم فرق العمل في المؤسسة بمساعدة هذه الدول على تحسين برامجها.
- التنفيذ بقيادة الدولة: مؤسسة تحدي الألفية تدير حساب تحدي الألفية (MCA).  عندما تُمنح دولة اتفاقية، فإنها تنشئ كيانها المحلي المسؤول عن حساب تحدي الألفية لإدارة ومراقبة جميع جوانب التنفيذ.  تتسم مراقبة الأموال بالصرامة والشفافية، وغالباً من خلال وكلاء ماليين مستقلين.[3]

## القيادة
أول مدير تنفيذي لمؤسسة تحدي الألفية كان السيد «بول أبلغارث»، وهو رجل أعمال في القطاع الخاص، ذو خبرة في إدارة صناديق الاستثمار في الأسواق الناشئة. وقد أعقبه جون دانيلوفيتش، وهو رجل أعمال في القطاع الخاص، شغل منصب سفير الولايات المتحدة لدى كوستاريكا في الفترة 2001-2004 ثم سفير الولايات المتحدة لدى البرازيل. في 20 نوفمبر 2009، صادق مجلس الشيوخ على تعيين رجل الأعمال دانيال جورج يوهانيس، وهو أمريكي من أصل أثيوبي مديراً جديداً للمؤسسة.
يتكون مجلس إدارة المؤسسة من ممثلين، منهم المدير التنفيذي لمؤسسة تحدي الألفية، ووزيرة الخارجية الأمريكية وهي رئيس المجلس، ووزير الخزانة وهو نائب الرئيس، ومدير الوكالة الأمريكية للتنمية الدولية، والممثل التجاري للولايات المتحدة وغيرهم من القطاع الخاص أو الهيئات ذات الصلة بالتنمية.

## مؤشرات الاختيار
تعتبر الدولة مؤهلة للحصول على اتفاق (منحة مساعدة) إذا كانت نتيجتها على 17 مؤشرًا تتجاوز متوسط درجة مجموعة نظرائها، جميع المؤشرات
الـ 17 يتم تجميعها بواسطة أطراف ثالثة لا علاقة لها بـ (MCC)، يتم تقديم منح (MCC) دون دخول السياسة في المعادلة. ربما يكون هذا هو الجانب الأكثر ابتكارًا في مؤسسة تحدي الألفية، حيث ابتليت بعثات المساعدات الخارجية السابقة باعتبارات سياسية. يركز مركز تحدي الألفية على تعزيز نمو اقتصادي في البلدان المتلقية. يركز البرنامج على السياسات الاقتصادية الجيدة في البلدان المتلقية. صرحت إدارة بوش عن اعتقادها بأن مساعدات التنمية تعمل بشكل أفضل في البلدان ذات السياسات الاقتصادية الجيدة، مثل سوق حر ومنخفضة فساد سياسي.[بحاجة لمصدر]
المؤشرات:
| مؤشر                                 | الفئة              | مصدر                                                  |
| الحريات المدنية                      | حكم عادل           | بيت الحرية                                            |
| الحقوق السياسية                      | حكم عادل           | بيت الحرية                                            |
| الصوت والمساءلة                      | حكم عادل           | معهد البنك الدولي                                     |
| فعالية الحكومة                       | حكم عادل           | معهد البنك الدولي                                     |
| قواعد القانون                        | حكم عادل           | معهد البنك الدولي                                     |
| السيطرة على الفساد                   | حكم عادل           | معهد البنك الدولي                                     |
| معدل التحصين                         | الاستثمار في الناس | منظمة الصحة العالمية                                  |
| الإنفاق العام على الصحة              | الاستثمار في الناس | منظمة الصحة العالمية                                  |
| معدل إتمام الفتيات للتعليم الابتدائي | الاستثمار في الناس | يونسكو                                                |
| الإنفاق العام على التعليم الابتدائي  | الاستثمار في الناس | اليونسكو والمصادر الوطنية                             |
| إدارة الموارد الطبيعية               | الاستثمار في الناس | CIESIN/Yale                                           |
| معدل التضخم                          | حرية اقتصادية      | صندوق النقد الدولي                                    |
| السياسة التجارية                     | حرية اقتصادية      | مؤسسة التراث                                          |
| فهرس حقوق الأرض والوصول              | حرية اقتصادية      | الصندوق الدولي للتنمية الزراعية/مؤسسة التمويل الدولية |
| جودة تنظيمية                         | حرية اقتصادية      | معهد البنك الدولي                                     |
| سياسة مالية                          | حرية اقتصادية      | مصادر وطنية، عبر التحقق من صندوق النقد الدولي         |
| بدء الأعمال التجارية                 | حرية اقتصادية      | مؤسسة التمويل الدولية                                 |

هذه ليست سوى معايير الأهلية. يجب على الدولة المؤهلة التقدم للحصول على منحة مع وضع مشروع معين في الاعتبار. تم تحديث المعايير اعتبارًا من عام 2012.

## الدول الشريكة
| الدول المدمجة | دول برنامج العتبة |
| ------------- | ----------------- |
| أرمينيا       | ألبانيا           |
| بنين          | بوركينا فاسو      |
| بوركينا فاسو  | غيانا             |
| الرأس الأخضر  | الأردن            |
| السلفادور     | إندونيسيا         |
| جورجيا        | كينيا             |
| غانا          | قرغيزستان         |
| هندوراس       | ليبيريا           |
| إندونيسيا     | مالاوي            |
| الأردن        | مولدوفا           |
| ليسوتو        | النيجر            |
| مدغشقر        | الباراغواي        |
| مالاوي        | البيرو            |
| مالي          | الفلبين           |
| مولدوفا       | رواندا            |
| منغوليا       | ساو تومي وبرينسيب |
| المغرب        | تنزانيا           |
| موزمبيق       | تيمور الشرقية     |
| ناميبيا       | أوغندا            |
| نيكاراغوا     | أوكرانيا          |
| الفلبين       | زامبيا            |
| السنغال       |                   |
| تنزانيا       |                   |
| فانواتو       |                   |

## مواثيق MCC وبرامج العتبة في البلدان المتلقية
توقع مؤسسة تحدي الألفية إما اتفاقية أو اتفاقية حد أدنى مع دولة شريكة. يتم منح الاتفاق إذا حققت الدولة درجات عالية في مؤشرات معايير الاختيار. إذا كانت درجات الدولة ضعيفة ولكن لديها اتجاه تصاعدي إيجابي في معايير الاختيار، فلا يزال من الممكن أن تكون مؤهلة للحصول على منحة أصغر، تسمى برنامج العتبة.
تطلب MCC أن تنشئ كل حكومة شريكة كيانًا قانونيًا لغرض خاص يكون مسؤولاً عن تنفيذ برنامج الاتفاق.

## الدول المؤهلة
في العام الأول (2004)، تم تأهيل 17 دولة للحصول على منحة MCC: أرمينيا، بنين، بوليفيا، الرأس الأخضر، السلفادور، جورجيا، المجر، هندوراس، ليسوتو، مدغشقر، مالي، منغوليا، المغرب، موزمبيق، نيكاراغوا، السنغال، سريلانكا وفانواتو.كانت مدغشقر وهندوراس أول دولتين تلقتا تمويلًا فعليًا من حساب تحدي الألفية. في 16 يونيو / حزيران 2006 ، تَمَّ تعليق الأهلية عن غامبيا، بسبب تدهور في 8 من فئات المعايير الستة عشر. تمت الموافقة على مالي في أكتوبر 2006 لبرنامج 461 مليون دولار لتطوير أنظمة الري الحديثة وحديقة صناعية. الأردن تم منحها الأهلية الكاملة المدمجة، على الرغم من اعتراضات بيت الحرية على افتقارها إلى الحقوق السياسية والمدنية الكاملة. أشاد نواب أوغندا من حزب المعارضة برفض بلادهم للوضع المتكامل مطالبين ببذل جهد أقوى لوقف الفساد الذي حرم بلادهم من الأهلية. في يونيو 2007، عقدت الدول المؤهلة لبرنامج MCA في إفريقيا اجتماعا في أكرا لمناقشة تجاربها في البرنامج. تأهلت دولة مالاوي للاتفاق الكامل في عام 2007، بينما أصبحت موريتانيا العتبة مؤهلة.

### الحد المؤهل
تم اختيار العديد من البلدان في عام 2004 لجزء جديد من البرنامج يسمى عتبة برنامج المساعدة، وهي اتفاقيات أصغر تستخدم لمساعدة بلد قريب من تلبية أهلية الحساب ليصبح مؤهلاً لبرنامج كامل. حصل الأردن على برنامج عتبة يهدف إلى الديمقراطية والتجارة بقيمة إجمالية تبلغ 25 مليون دولار. اليمن كانت مؤهلة سابقًا لاتفاقية حد، ولكن تم تعليقها بعد أن انخفضت مؤشراتها إلى درجة لا تسمح بالتأهل. ولكن بعد أن نجحت في إجراء انتخابات ديمقراطية وإصلاحات اقتصادية مختلفة، جعلت مؤسسة تحدي الألفية اليمن مرة أخرى مؤهلة لاتفاقية الحد الأدنى. في 12 كانون الأول (ديسمبر) 2007، اختار مجلس إدارة (MCC)مالاوي لاتفاقية مدمجة وموريتانيا لاتفاقية حد، فضلاً عن السماح بـ ألبانيا وباراغواي وزامبيا لتقديم اتفاقية الحد الأدنى للمرحلة الثانية. في عام 2007، أبرز السفير الأمريكي في سوازيلاند التقدم المحرز في مؤشرات مؤسسة تحدي الألفية على مدى السنوات القليلة الماضية وشجع البلاد على العمل نحو الأهلية.
يمكن العثور على قائمة كاملة بالدول الشريكة لمركز عملائي على موقع: http://www.mcc.gov/pages/countries نسخة محفوظة 1 يناير 2013 على موقع واي باك مشين. تركز محفظة MCC في الغالب على الدول الأفريقية.

## التمويل
دأب الكونغرس الأمريكي على توفير تمويل أقل للبرنامج مما طلبه الرئيس. في سنة مالية 2004، تم تقديم 650 مليون دولار للبرنامج، مع زيادة تصل إلى 1.5 مليار دولار في العام المقبل. بالنسبة للسنة المالية 2007، تم توفير ملياري دولار، بزيادة 14٪ عن العام السابق ولكن لا يزال أقل من الهدف البالغ 3 مليارات دولار.
مرة أخرى بالنسبة للسنة المالية 2008، سيتم توفير تمويل أقل مما كان مأمولا، ولم يخصص سوى 1.2 مليار دولار في الميزانية؛ علق الرئيس التنفيذي لمركز تحدي الألفية بأنه سيقوض جهود البرنامج. رفض الكونجرس إعادة تفويض البرنامج، وهو الأمر الذي لم تكن هناك حاجة إليه من الناحية الفنية لأن البرنامج قد تم ترخيصه بالفعل، ولكن أيضًا نظرًا لوجود خلاف حول لغة التفويض. في مناقشات ميزانية السنة المالية 2009، اقترح مجلس الشيوخ في الولايات المتحدة أن يتم تقديم نصف الأموال اللازمة فقط للاتفاق مقدمًا، على عكس التمويل الكامل لكل توفير مقدمًا، والذي يصر المسؤولون في الشركة على أنه «خطوة كبيرة إلى الوراء» تسبب في القليل من المساعدة بحيث يكون لها تأثير على البلدان المتلقية. ورد السناتور ريتشارد لوغار، مؤلف التعديل، بأن مستويات التمويل «الواقعية» تسمح بمزيد من الاتفاقات، وبالتالي نشر «تأثير MCC»
لم يدخل التعديل في مشروع القانون النهائي. طلبت ميزانية الرئيس بوش للسنة المالية 2008 مبلغ 2.225 مليار دولار، وهي المرة الأولى منذ بداية البرنامج التي لم يكن المبلغ فيها 3 مليارات دولار، وأموال كافية لخمس اتفاقيات، والعديد من اتفاقيات الحد الأدنى والتمويل الإداري.

## الاستقبال والتأثير
أظهرت الدراسات التي أجرتها مجموعات مثل مؤسسة التراث المحافظة في الولايات المتحدة أن العديد من البلدان النامية التي تلقت مساعدات خارجية شهدت انخفاض دخل الفرد فيها أو ركوده على مدار الأربعين عامًا الماضية. دعمت مؤسسة مؤسسة التراث باستمرار نهج MCC ، الذي استخدم مقياس التجارة من مؤشر الحرية الاقتصادية. في أبريل 2005، أصدر مكتب مساءلة حكومة الولايات المتحدة تقريرًا إيجابيًا عن عمل لجنة تحدي الألفية وعملها حتى الآن. كان من المقرر مراجعة أداة تقييم البرنامج، أو PART ، التي تستعرض الكفاءة والنتائج التي تنتجها برامج الحكومة الأمريكية، في عام 2007. قدرت دراسة في عام 2006 تبحث في «تأثير MCC» أن البلدان المتلقية المحتملة قد تحسنت بنسبة 25٪ في معايير MCA مقارنة بالدول الأخرى، بعد التحكم في الاتجاهات الزمنية. مجلس السياسة العالمية برئاسة السفير هوراس داوسن وإدوارد بروك، ومجلس الشيوخ الأمريكي أقر بأن MCC هو أحدث برنامج واعد في منطقته، وأوصى بأن تركز إدارة بوش والكتلة السوداء في الكونجرس على التمويل الكامل وتسريع وتيرة الإنفاق. وأشار تقرير ممارسة أنشطة الأعمال 2007 إلى حسابات تحدي الألفية كعامل مساعد للإصلاحات الجارية في 13 دولة. كما أصدرت بيت الحرية، وهي منظمة تراقب مستوى الحرية في العالم، تصنيفات فرعية لأول مرة منذ أن تم استخدامها كجزء من قياسات مركز عملائي للسماح بالتمييز الدقيق في تصنيفاتها. أيضًا، انخفض عدد الأيام التي يستغرقها بدء عمل تجاري في البلدان المنخفضة والمتوسطة الدخل بشكل كبير منذ عام 2002، وهو أحد العوامل التي تقيسها الحسابات منذ أن يُعتقد أن التسجيل السريع للأعمال يزيد من النشاط الاقتصادي.
اتهم بعض النقاد أن البرنامج يستخدم مؤشرات من قبل الجماعات المحافظة مثل مؤسسة التراث، وبالتالي فهو منحاز نحو اقتصاديات السوق الحرة وإعادة فرض الإمبريالية الأمريكية على الجنوب العالمي. ويقال إن البرنامج قد أدى إلى حصول البلدان على تمويل أقل من منظمات التنمية الحكومية الأمريكية الأخرى وليس أكثر.  شعرت بعض وكالات التنمية بأنها مجمدة من العملية لأن البرامج المدمجة مصممة في المقام الأول من قبل الدولة المعنية. كان التنفيذ صعبًا في أرمينيا، وتم الإعراب عن القلق بشأن فعاليته.

## روابط خارجية
- الموقع الرسمي
- الحد من الفقر على مستوى العالم Dean Peter Krogh Foreign Affairs Digital Archives